# Josef Suchánek
Josef Suchánek (* 15. ledna 1963 Ostrava) je český politik a manažer, v letech 2020 až 2024 hejtman Olomouckého kraje, v letech 2018 až 2020 zastupitel města Olomouc, od prosince 2024 kvestor Univerzity Palackého, člen hnutí STAN.

## Život
Vystudoval Vysokou škola báňskou v Ostravě (získal titul Ing.) a dále absolvoval postgraduální studium počítačové grafiky na Českém vysokém učení technickém v Praze.
Profesí je manažer, má zkušenosti s řízením několika velkých firem a organizací, mezi nimi například velkoobchodních prodejen Makro ČR nebo skupiny internetových obchodů Vltava Stores. Později se stal ředitelem Správy kolejí a menz Univerzity Palackého v Olomouci.
Josef Suchánek má tři děti. Žije v Olomouci, v části Holice.

## Politické působení
Od roku 2018 je členem hnutí STAN. V komunálních volbách v roce 2018 byl zvolen zastupitelem města Olomouc, a to na kandidátní listině uskupení „PIRÁTI A STAROSTOVÉ“. Po zvolení hejtmanem Olomouckého kraje na mandát zastupitele města v listopadu 2020 rezignoval.
V krajských volbách v roce 2020 byl lídrem společné kandidátky hnutí STAN a Pirátů v Olomouckém kraji. Podařilo se mu získat mandát krajského zastupitele a dne 30. října 2020 byl zvolen novým hejtmanem Olomouckého kraje. Ve funkci tak vystřídal Ladislava Oklešťka. Novou koalici tvoří druhé uskupení „PIRÁTI a STAROSTOVÉ“, třetí uskupení „Spojenci – Koalice pro Olomoucký kraj (KDU-ČSL, TOP 09, Strana zelených, ProOlomouc)“ a čtvrtá ODS.
V červenci 2022 byl zvolen členem předsednictva hnutí STAN, post zastával do května 2025.
V komunálních volbách v roce 2022 neúspěšně kandidoval do zastupitelstva Olomouce z posledního 45. místa kandidátky subjektu „STAN, ZELENÍ A NEZÁVISLÉ OLOMOUCKÉ OSOBNOSTI“.
V březnu 2024 byl zvolen lídrem kandidátní listiny hnutí STAN do krajských voleb v roce 2024. Svůj mandát Suchánek obhájil a stal se opětovně zastupitelem Olomouckého kraje. Jeho hnutí získalo přes 15 % a stalo se druhým nejsilnějším subjektem v Zastupitelstvu Olomouckého kraje. Koalici v tomto kraji však dohodlo hnutí ANO s koalicí SPD, Trikolora, PRO 2022 a Svobodnými. Suchánek tak skončil v opozici a nestal se opětovně hejtmanem.
Po neúspěchu v krajských volbách byl v říjnu 2024 opět jmenován ředitelem Správy kolejí a menz Univerzity Palackého. V listopadu 2024 pak byl jmenován členem dozorčí rady Českých drah, kde nahradil odvolaného Petra Šlégra. V prosinci 2024 začal působit ve funkci kvestora Univerzity Palackého.